# Жужељ
Жужељ (грч. Ζούζουλη) је насељено место у општини Нестрам у периферији Западна Македонија, Грчка. Према попису из 2021. године било је 40 становника. Налази се на крајњем југу костурског краја, одакле почиње Епир.
Према бугарском географу и историчару, Василу Канчову, у Жужељу је 1900. године живело 120 Грка. Некада је Жужељ био словенско насеље, али је у немирним временима напуштен, да би касније био насељен грчким сточарима из Епира.